# Gianfranco Polvara
Gianfranco Polvara (ur. 29 stycznia 1958 w Bellano) – włoski biegacz narciarski, zawodnik klubu CS Esercito.

## Kariera
W Pucharze Świata zadebiutował 27 lutego 1982 roku w Holmenkollen, zajmując 20. miejsce na dystansie 50 km. Tym samym już w swoim debiucie zdobył pierwsze pucharowe punkty. Na podium zawodów tego cyklu pierwszy raz stanął 9 stycznia 1991 roku w Štrbskim Plesie, kończąc rywalizację w biegu na 30 km stylem dowolnym. W zawodach tych wyprzedzili go jedynie Bjørn Dæhlie z Norwegii oraz kolejny Włoch, Silvano Barco. W kolejnych startach jeszcze jeden raz uplasował się na podium: 3 marca 1991 roku w Lahti ponownie był trzeci na tym dystansie. Tym razem lepsi okazali się jedynie Norweg Kristen Skjeldal i Władimir Smirnow z ZSRR. W klasyfikacji generalnej sezonu 1990/1991 zajął ostatecznie dwunaste miejsce.
Jest pięciokrotnym olimpijczykiem. W 1988 roku wziął udział w igrzyskach olimpijskich w Calgary, gdzie uzyskał swój najlepszy wynik olimpijski. Rywalizację w biegu na 30 km techniką klasyczną ukończył tam na siódmej pozycji. Był też między innymi dziesiąty na dystansie 50 km stylem dowolnym podczas rozgrywanych cztery lata później igrzysk olimpijskich w Albertville. Na tym samym dystansie był czwarty na mistrzostwach świata w Falun w 1993 roku. Walkę o brązowy medal przegrał tam z Bjørnem Dæhlie o 13,3 sekundy. Zajął również jedenaste miejsce w tej konkurencji podczas mistrzostw świata w Val di Fiemme w 1991 roku.

## Osiągnięcia

### Igrzyska olimpijskie
| Miejsce | Dzień     | Rok  | Miejscowość | Konkurencja             | Czas biegu | Strata    | Zwycięzca           |
| ------- | --------- | ---- | ----------- | ----------------------- | ---------- | --------- | ------------------- |
| 32.     | 23 lutego | 1980 | Lake Placid | 50 km stylem klasycznym | 2:27:24,60 | +14:26,98 | Nikołaj Zimiatow    |
| 34.     | 13 lutego | 1984 | Sarajewo    | 15 km stylem klasycznym | 41:25,6    | +3:10,1   | Gunde Svan          |
| 21.     | 19 lutego | 1984 | Sarajewo    | 50 km stylem klasycznym | 2:15:55,8  | +9:11,8   | Thomas Wassberg     |
| 7.      | 15 lutego | 1988 | Calgary     | 30 km stylem klasycznym | 1:24:26,3  | +1:36,4   | Aleksiej Prokurorow |
| 13.     | 19 lutego | 1988 | Calgary     | 15 km stylem klasycznym | 41:18,9    | +1:48,4   | Michaił Dewiatarow  |
| 10.     | 27 lutego | 1988 | Calgary     | 50 km stylem klasycznym | 2:04:30,9  | +4:09,4   | Gunde Svan          |
| 20.     | 10 lutego | 1992 | Albertville | 30 km stylem klasycznym | 1:22:27,8  | +3:58,4   | Vegard Ulvang       |
| 10.     | 22 lutego | 1992 | Albertville | 50 km stylem dowolnym   | 2:03:41,5  | +5:34,7   | Bjørn Dæhlie        |
| DSQ     | 14 lutego | 1994 | Lillehammer | 30 km stylem dowolnym   | 1:12:26,4  | -         | Thomas Alsgaard     |
| 31.     | 27 lutego | 1994 | Lillehammer | 50 km stylem klasycznym | 2:07:20,3  | +11:20,0  | Władimir Smirnow    |

### Mistrzostwa świata
| Miejsce | Dzień       | Rok  | Miejscowość      | Konkurencja             | Czas biegu | Strata   | Zwycięzca        |
| ------- | ----------- | ---- | ---------------- | ----------------------- | ---------- | -------- | ---------------- |
| 20.     | 27 lutego   | 1982 | Oslo             | 50 km stylem klasycznym | 2:32:00,9  | +10:26,4 | Thomas Wassberg  |
| 20.     | 18 stycznia | 1985 | Seefeld in Tirol | 30 km stylem klasycznym | 1:18:24,1  | ?        | Gunde Svan       |
| 13.     | 27 stycznia | 1985 | Seefeld in Tirol | 50 km stylem klasycznym | 2:10:49,9  | ?        | Gunde Svan       |
| 15.     | 12 lutego   | 1987 | Oberstdorf       | 30 km stylem klasycznym | 1:24:30,1  | ?        | Thomas Wassberg  |
| 13.     | 15 lutego   | 1987 | Oberstdorf       | 15 km stylem klasycznym | 43:01,8    | ?        | Marco Albarello  |
| 23.     | 18 lutego   | 1989 | Lahti            | 30 km stylem klasycznym | 1:24:56,9  | +3:50,3  | Władimir Smirnow |
| 22.     | 26 lutego   | 1989 | Lahti            | 50 km stylem dowolnym   | 2:15:24,9  | +9:37,9  | Gunde Svan       |
| 11.     | 17 lutego   | 1991 | Val di Fiemme    | 50 km stylem dowolnym   | 2:03:31,6  | ?        | Torgny Mogren    |
| 4.      | 28 lutego   | 1993 | Falun            | 50 km stylem dowolnym   | 2:03:36,8  | +1:46,8  | Torgny Mogren    |

### Puchar Świata

#### Miejsca w klasyfikacji generalnej
- sezon 1990/1991: 12.
- sezon 1991/1992: 27.
- sezon 1992/1993: 17.
- sezon 1993/1994: 28.
- sezon 1994/1995: 79.

#### Miejsca na podium
| Nr | Dzień      | Rok  | Miejscowość   | Konkurencja           | Czas biegu | Pozycja | Strata | Zwycięzca        |
| -- | ---------- | ---- | ------------- | --------------------- | ---------- | ------- | ------ | ---------------- |
| 1. | 9 stycznia | 1991 | Štrbské Pleso | 30 km stylem dowolnym | ?          | 3.      | ?      | Bjørn Dæhlie     |
| 2. | 3 marca    | 1993 | Lahti         | 30 km stylem dowolnym | 1:15:20,0  | 3.      | +52,0  | Kristen Skjeldal |